# Diadumène
Pour le fils de l'empereur Macrin, voir Diaduménien.

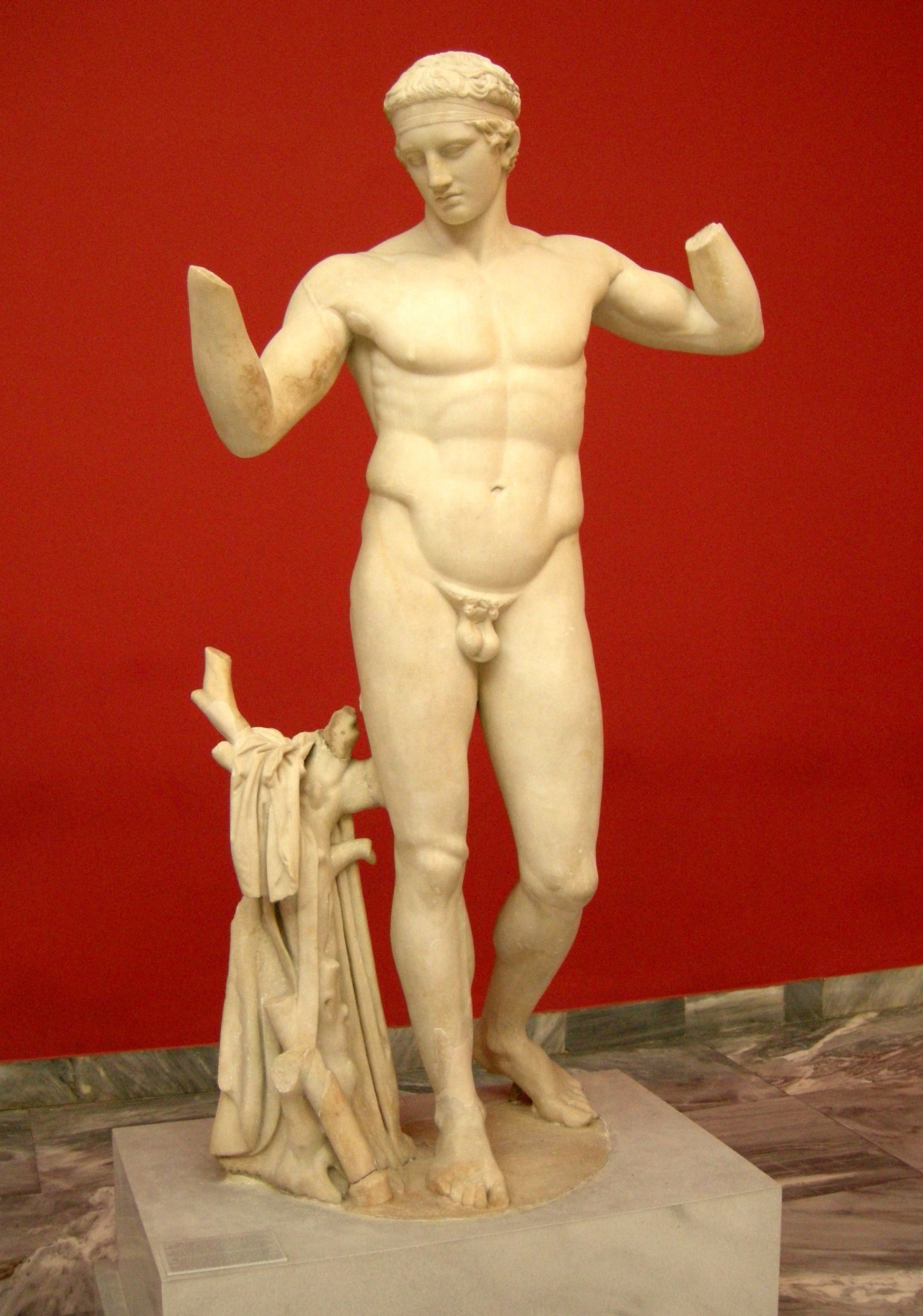
« Diadumène de Délos », H. 1,80 m, musée national archéologique d'Athènes.

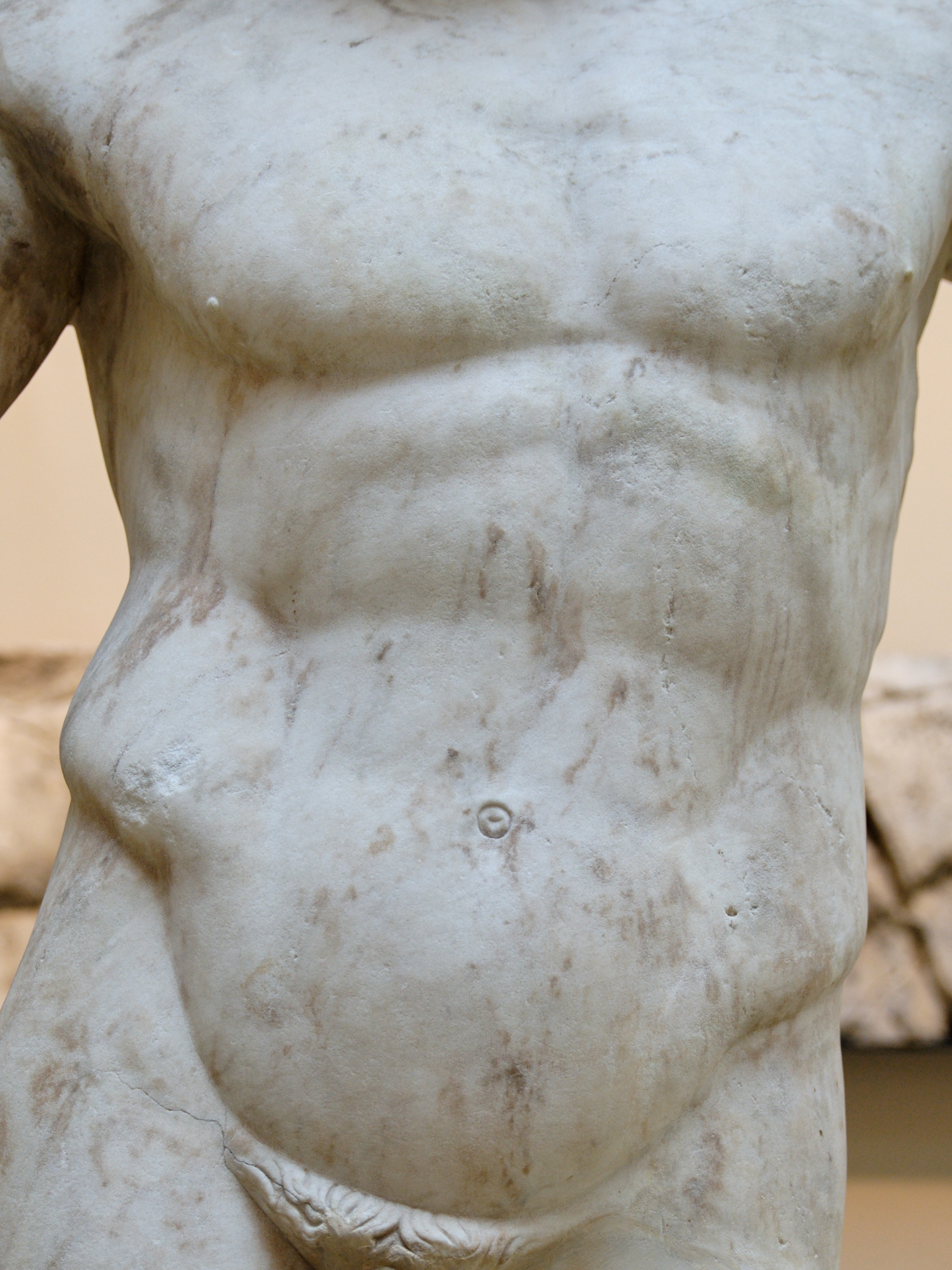
Torse du « Diadumène de Vaison-la-Romaine », British Museum.

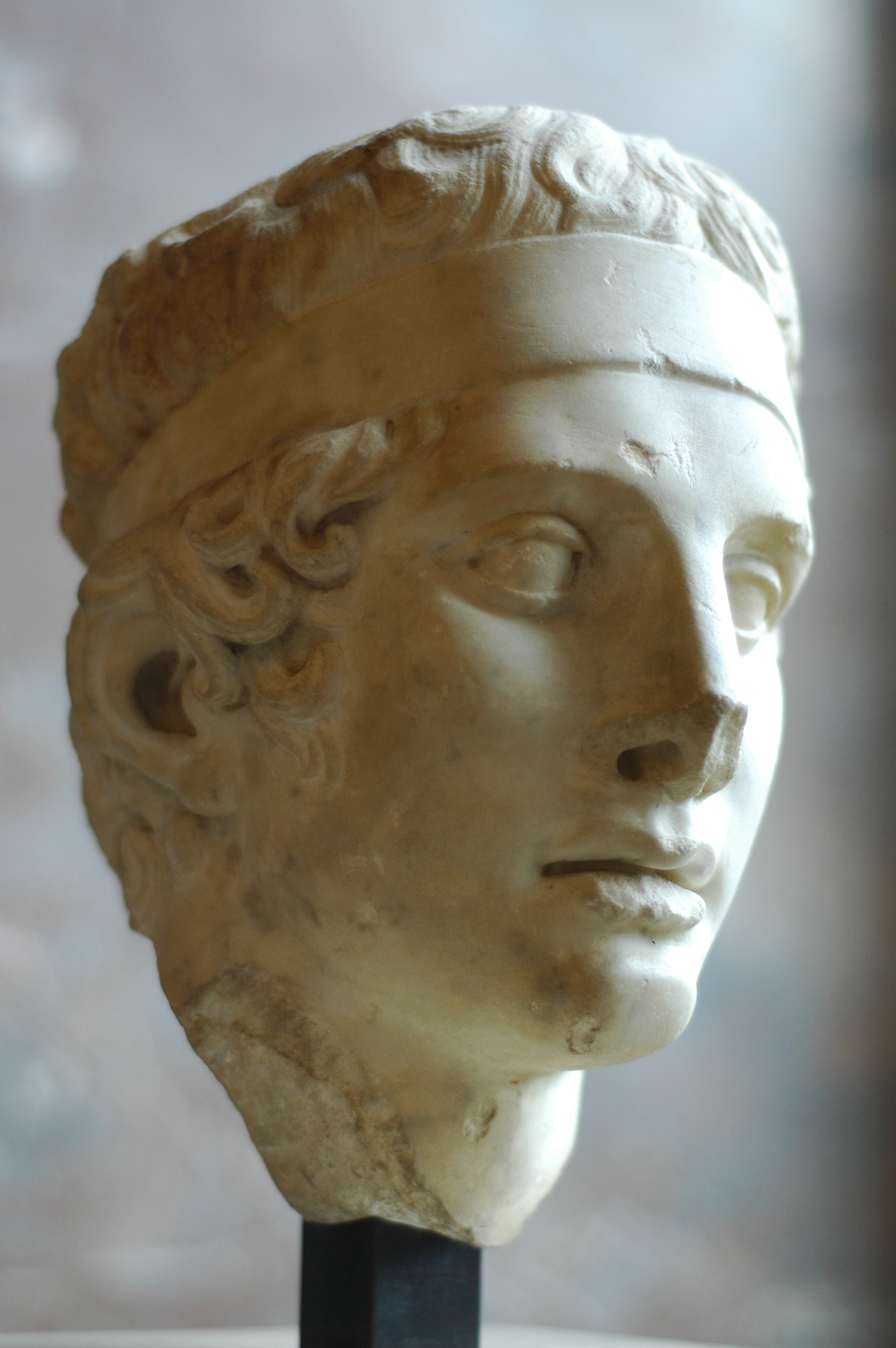
Tête du type du Diadumène, musée du Louvre.

Le Diadumène est une célèbre statue attribuée au sculpteur grec Polyclète (Ve siècle av. J.-C.). L'original était en bronze (probablement entre 450 et 425 av. J.-C.), mais les exemplaires conservés sont des copies romaines en marbre.

## Représentation
La statue représente un jeune athlète ceignant sa tête du bandeau de la victoire, d'où son nom : διαδούμενος / diadoúmenos, « celui qui se ceint du bandeau », de διαδέω / diadéô, « attacher, ceindre ».
Elle illustre parfaitement les principes énoncés par Polyclète dans son Canon : la hauteur totale équivaut à sept fois la hauteur de la tête, qui est également la longueur du pied posé et la distance entre les deux pointes des seins. Le torse s'inscrit dans un carré. Il s'agit là d'une œuvre de la maturité de Polyclète, aussi les traits du jeune homme montrent-ils beaucoup d'expressivité.
Le Diadumène, caractéristique du premier classicisme, mêle l'équilibre au dynamisme, grâce à une savante coordination de la torsion des épaules et des hanches, de la tête et des jambes. Pour équilibrer le marbre, les copistes ont dû ajouter un étai sous la forme d'un tronc d'arbre, qui était absent de l'original en bronze.
Les copies qui nous sont parvenues présentent de légères variations. Ainsi, celle du musée national archéologique d'Athènes, l'une des plus anciennes, ajoute au tronc d'arbre un carquois et un manteau, évocations du dieu archer Apollon.
Pline, décrivant la statue, dit que le jeune homme représenté, qu'il soit un athlète ou un dieu, se mettait un bandeau autour des cheveux. 

## Attribution
Polyclète était célèbre pour ses représentations d'athlètes. On lui attribue la paternité du Doryphore (soldat portant une lance), dont le Diadumène se rapproche. Le Diadumène est attribué au bronzier d'Argos par Lucien de Samosate et Pline l'Ancien.

## Exemplaires[3]
Une trentaine de copies en marbre nous sont parvenues, parmi lesquelles :
- le « Diadumène de Délos », daté d'environ 100 av. J.-C. et conservé au musée national archéologique d'Athènes (inv. 1826) ;
- le « Diadumène de Vaison-la-Romaine », retrouvé au théâtre romain de Vaison-la-Romaine et daté d'environ 50 ap. J.-C., actuellement au British Museum (GR 1870.7-2.1 = Cat. Sculpture 500)[4] ;
- la tête de Diadumène du musée national archéologique de Venosa, Basilicate, Italie ;
- le « Diadumène Farnèse », sculpture romaine du Ier siècle, qui a fait partie de la collection Farnèse à Rome ; elle est maintenant conservée au British Museum, à Londres ;
- le « Diadumène », du Metropolitan Museum of Art de New York, aux États-Unis.